# Fuglafjørður
Fuglafjørður est une commune et un village des Îles Féroé située sur la côte est de l'île d'Eysturoy.
Au cours des années, Fuglafjørður est aussi devenue célèbre pour son centre culturel nouvellement établi dans le centre de la ville et qui est devenu l'une des principales attractions culturelles dans Eysturoy.

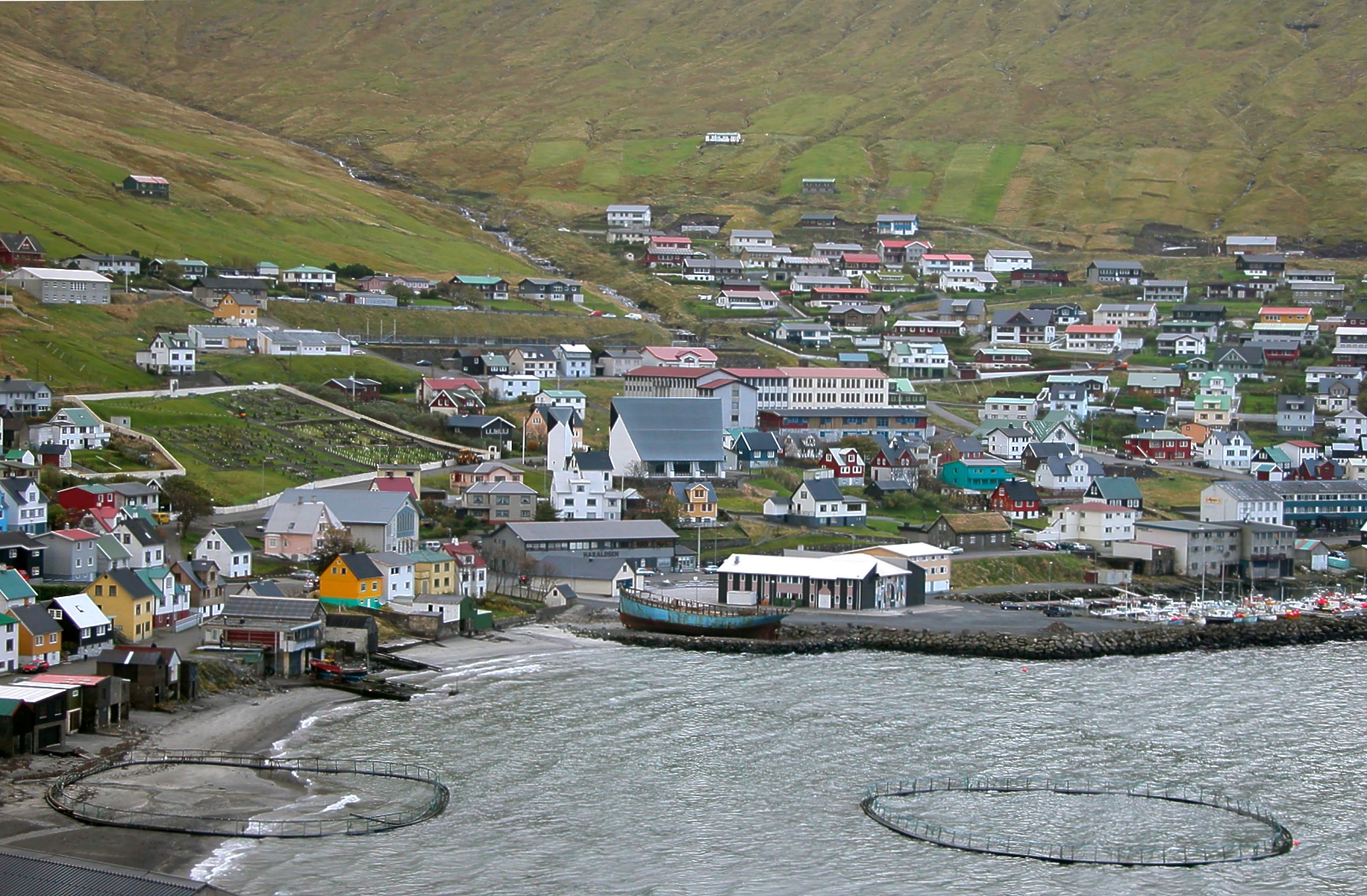
Une vue de Fuglafjørður.

## Jumelages
La ville de Fuglafjørður est jumelée avec :
- Ilulissat (Groenland)
- Norðurþing (Islande)
- Aalborg (Danemark)

## Personnalités
- Edva Jacobsen, femme politique, y vit.
- Stanley Samuelsen, guitariste né à Fuglafjørður en 1951.